# Hugo Pratt
Hugo Pratt (Ugo Eugenio Prat) 15. června 1927 – 20. srpna 1995) byl italský kreslíř komiksů, jehož nejznámějším dílem se stal kreslený seriál Corto Maltese z let 1967-1992. Řada jeho komiksů měla historický námět, při jejich tvorbě se opíral o pečlivé studium historických materiálů, byl též znalcem kabaly. Roku 2005 byl uveden do Síně slávy Will Eisner Award.